# Roodebeek (metrostation)
Roodebeek is een metrostation van de Brusselse metro gelegen in de gemeente Sint-Lambrechts-Woluwe.

## Geschiedenis
Het station werd geopend op 7 mei 1982 ter gelegenheid van de verlenging van metrolijn 1B naar Alma. Roodebeek is vernoemd naar de Roodebeeksesteenweg en werd samen met Vandervelde en Alma geopend. Sinds de herinrichting van het metronet in 2009 bedient de nieuwe metrolijn 1 dit station.
Sinds 29 september 2018 bevindt zich bij het metrostation een gelijknamig tramstation bediend door tramlijn 8. De tramhalte is het - al dan niet voorlopig - eindpunt van de verlenging van het traject van de voormalige tramlijn 94 waarvan het traject werd doorgetrokken langs de Woluwelaan. Naast het eindpunt van tram 8 houden ook de bussen van De Lijn en TEC er halt. In 2017 wordt de dakplaat van het metrostation vernieuwd en het busstation heraangelegd. In 2018 opende het tramstation. Het station werd daarmee een volwaardig intermodaal knooppunt.  Opmerkelijk is dat de werken verschillende malen stilgelegd werden door de Raad van State. Deze werden op 27 april 2017 hervat op het gedeelte Voot — Roodebeek.

## Situering
Dit metrostation is gelegen in de wijk Roodebeek onder de Paul Hymanslaan en bevindt zich nabij het Woluwe Shopping Center. Door zijn ligging in de Woluwevallei wordt het station vaak overstroomd bij harde regenval.

## Kunst
In samenwerking met de architect van het station ontwierp beeldend kunstenaar Luc Peire een van de muren van de lokettenhal. Onder de titel Intégration Roodebeek creëerde hij een reliëf van roestvrij staal en een wand van bedrukt glas.

## Afbeeldingen

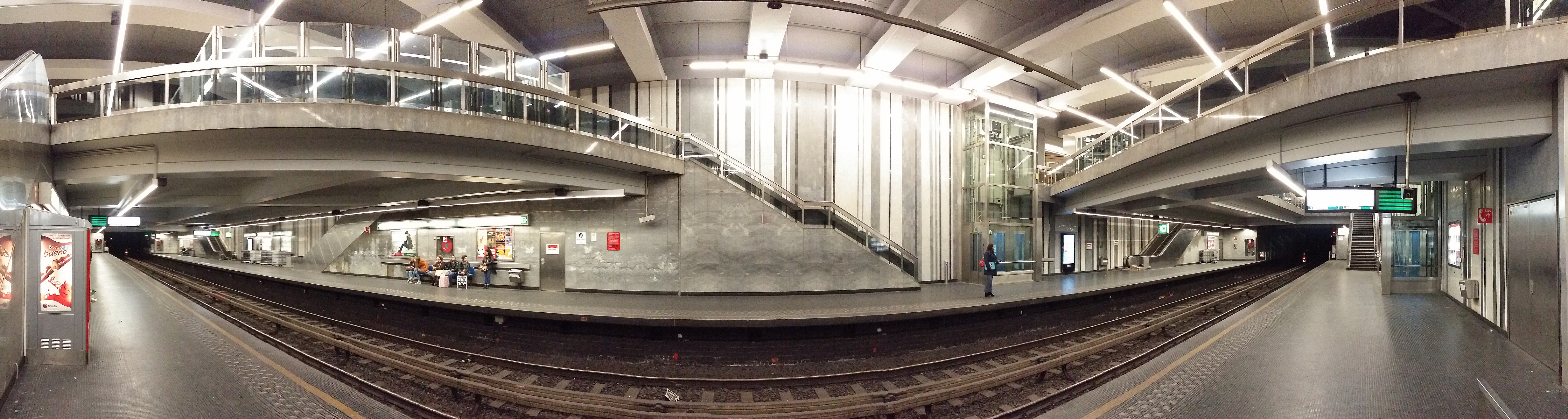
Panorama van het station.
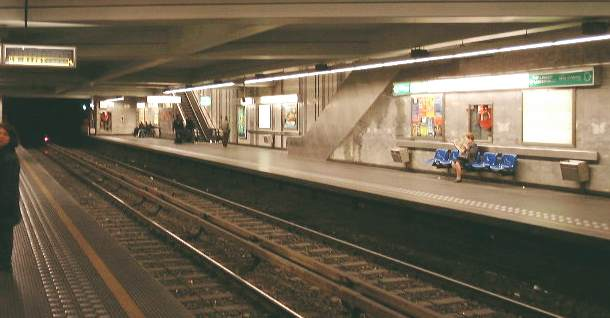
Station voor 2003. Merk op: links op de foto wordt "Bizet" als eindbestemming aangegeven.